# Карахан Лев Михайлович
Лев Михайлович Карахан (справжнє прізвище — Караханян; нар. 1 лютого 1889, Тифліс — пом. 20 вересня 1937, Москва) — радянський державний діяч, дипломат.

## Біографія
Народився 20 січня [1 лютого] 1889 року в місті Тифлісі (нині Тбілісі, Грузія) в сім'ї адвоката. Закінчив реальне училище. Член РСДРП з 1904 року, меншовик. Заробляв репетиторством і репортерством.
1905 року переїхав до Харбіна, де в 1910 року був вперше заарештований. У 1910—1915 роках навчався на юридичному факультеті Петроградського університету. З 1912 року брав участь у профспілковому русі, з 1913 року працював в міжрайонній організації РСДРП, в якій виконував найрізноманітніші функції — як агітатора, так і пропагандиста-організатора. Написав низку листівок.
1915 року заарештований і засланий до Томська, де здав екстерном за курс Томського університету. Вів активну роботу у підпільних соціал-демократичних організаціях. 2 квітня 1917 року повернувся до Петрограда. У червні 1917 року був обраний член ВЦВК Рад робітничих і солдатських депутатів 1-го скликання, а в серпні його обрали членом Президії та секретарем Петроградської ради робітничих та солдатських депутатів. На VI-му з'їзді РСДРП(б) він із групою «міжрайонців» був прийнятий в члени більшовицької партії. У дні Жовтневої революції 1917 року — член Петроградського військово-революційного комітету.
У листопаді 1917 року — на початку 1918 року — секретар радянської делегації на перемовинах про укладання Берестейського миру. З березня 1918 року по 1920 рік обіймав посаду заступника народного комісара із закордонних справ. У 1921 році — повноважний представник у Польщі; з вересня 1923 року по серпень 1926 року — повноважний представник у Китаї. У 1927—1934 роках — заступник народного комісара закордонних справ СРСР, потім (до 3 травня 1937 року) — посол у Туреччині. Обирався членом Центрального виконавчого комітету СРСР.
3 травня 1937 року відкликаний з Туреччини до Москви і заарештований. 20 вересня 1937 року військовою колегією Верховного суду СРСР засуджений до страти; розстріляний того ж дня. Тіло кремоване у Донському монастирі. У 1956 році посмертно реабілітований.